# Żyła głęboka twarzy

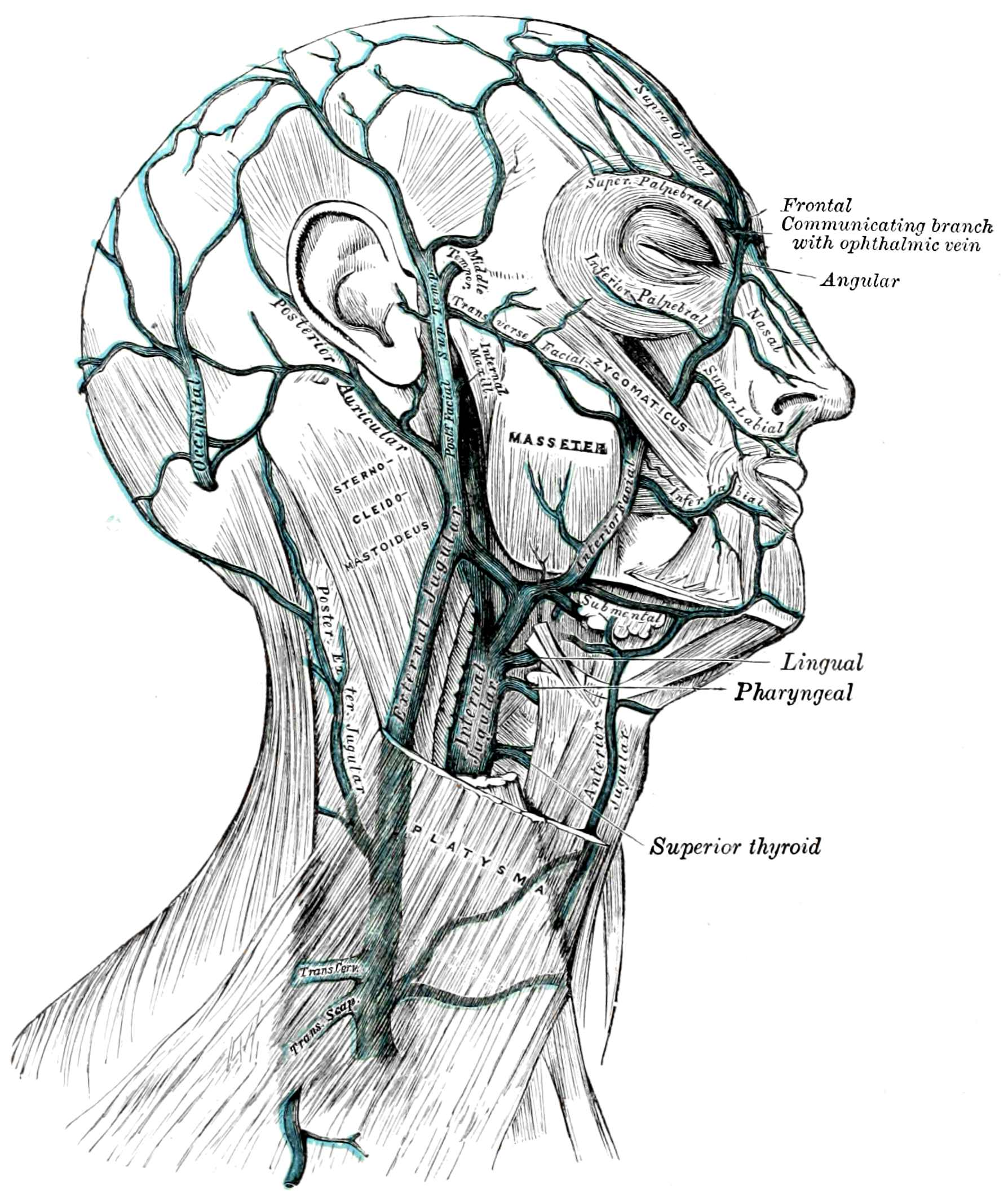
Żyły twarzy i szyi

Żyła głęboka twarzy (łac. vena profunda faciei, vena profunda facialis) – w anatomii człowieka silna gałąź żylna głowy, będąca dopływem żyły twarzowej. Przebiega na mięśniu policzkowym od tyłu do przodu, łącząc żyłę twarzową z żyłą zażuchwową i splotem skrzydłowym.